# Duitse tuin

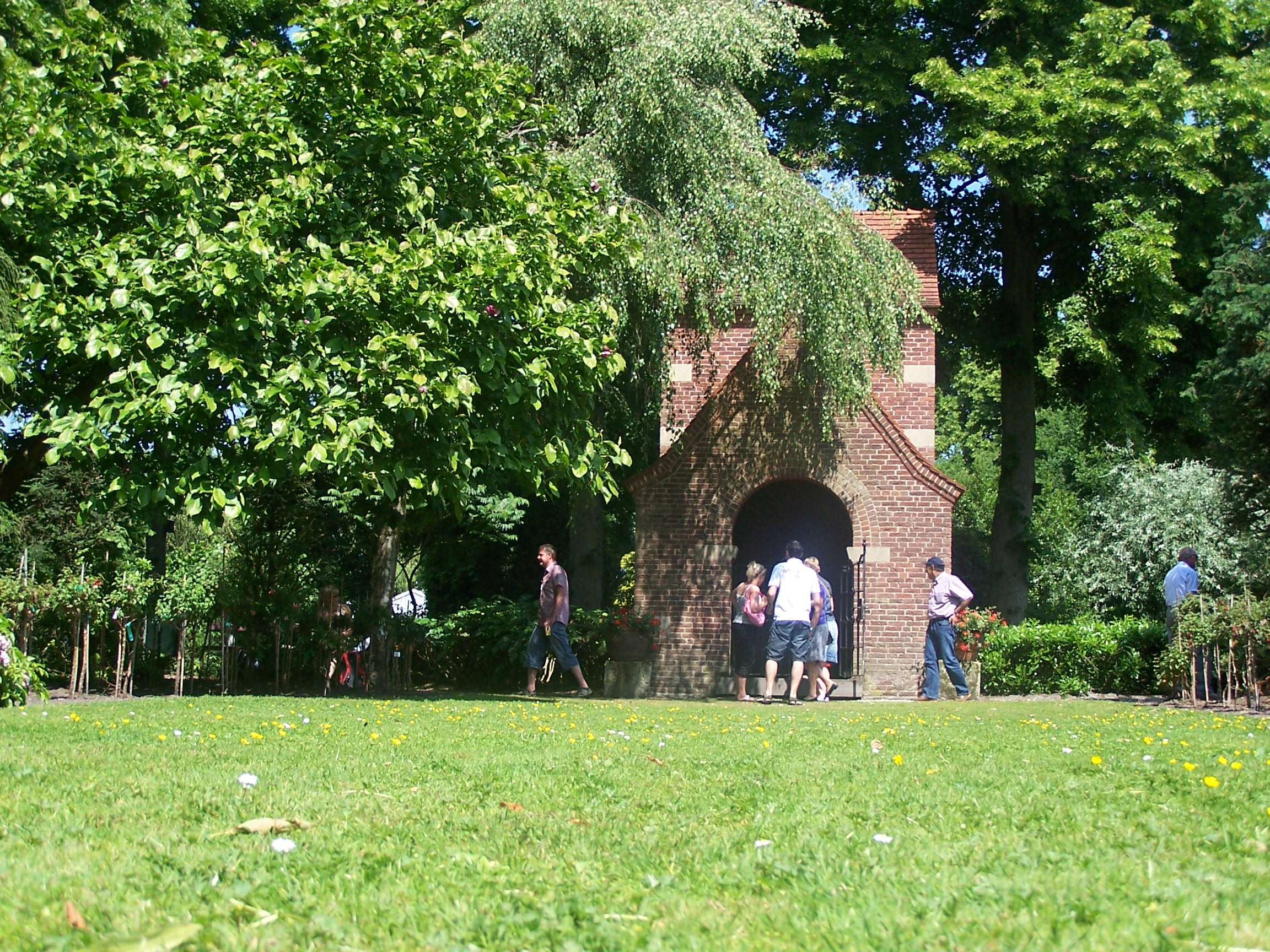
Duitse tuin bij kasteel Bouvigne

Een Duitse tuin is een stijl in de tuinarchitectuur die aan het einde van de achttiende eeuw voortkwam uit de typisch Engelse landschapstuin. Karakteristiek is de heldere structuur, die met vrijlopende schapen, runderen of geiten benadrukt kan worden.
Een bekend voorbeeld van deze tuinstijl is het park van slot Luisium bij Dessau. In Nederland ligt een Duitse tuin bij kasteel Bouvigne bij Breda.

## Afbeeldingen

Park van slot Luisium
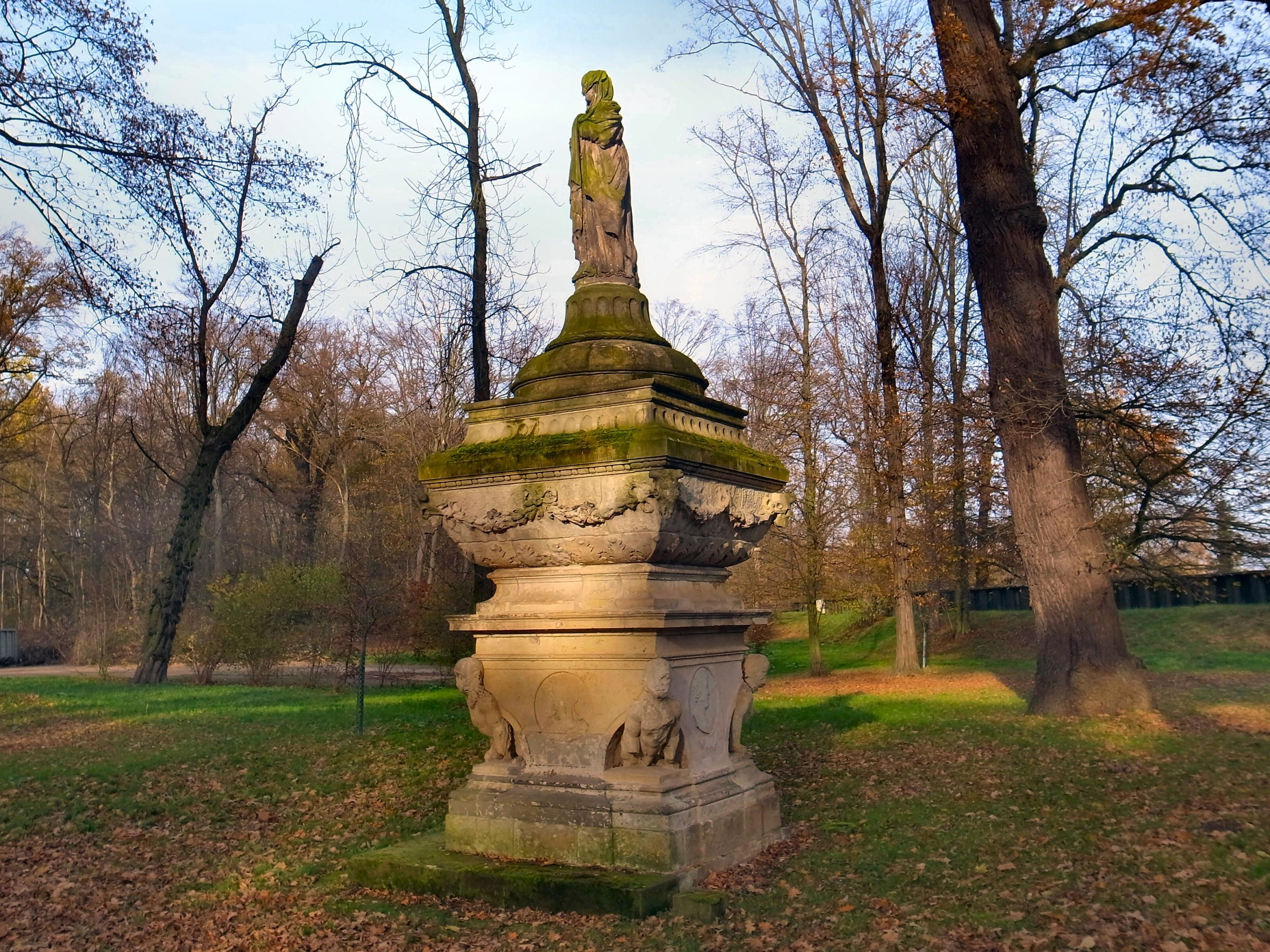
Park van slot Luisium
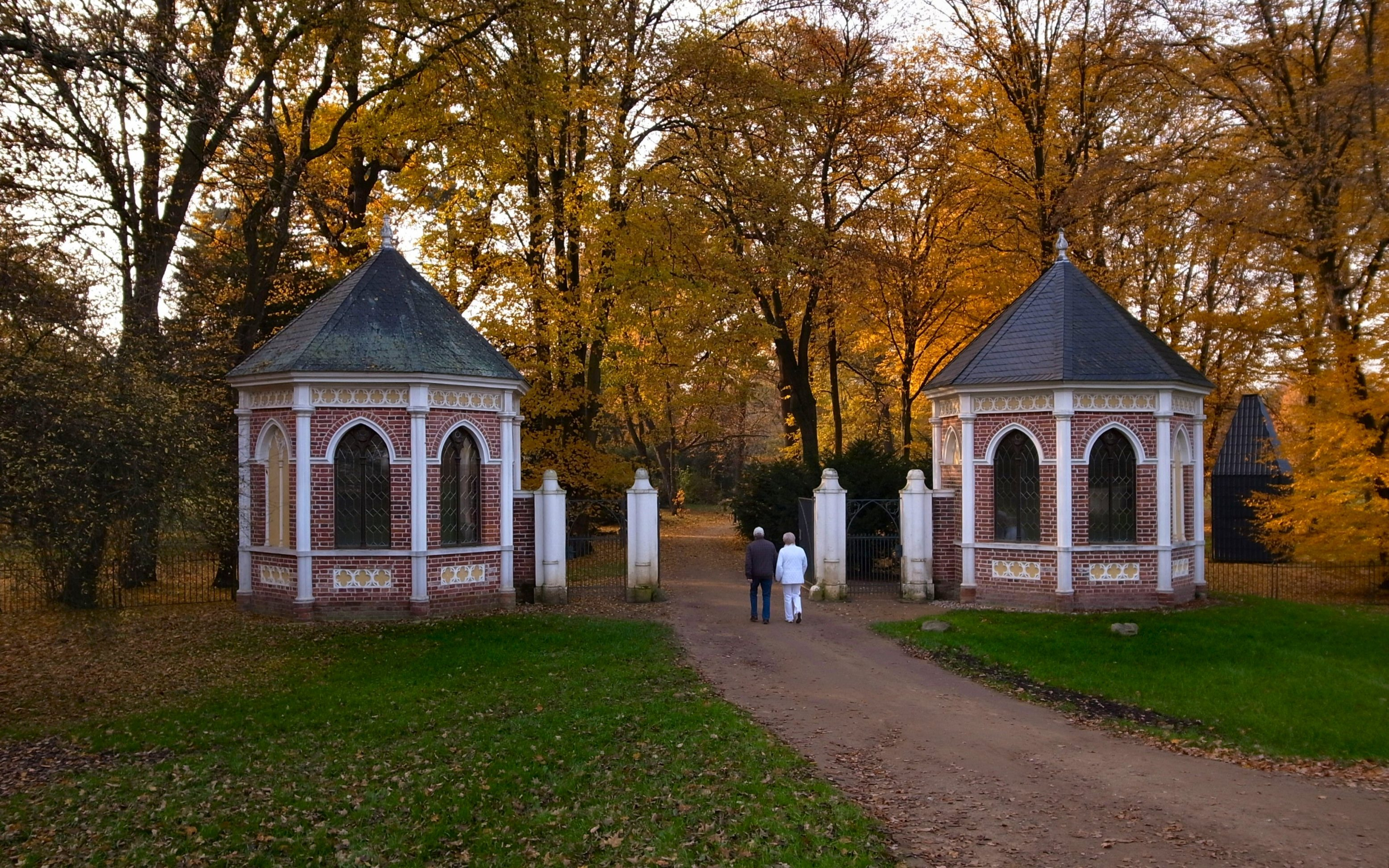
Park van slot Luisium
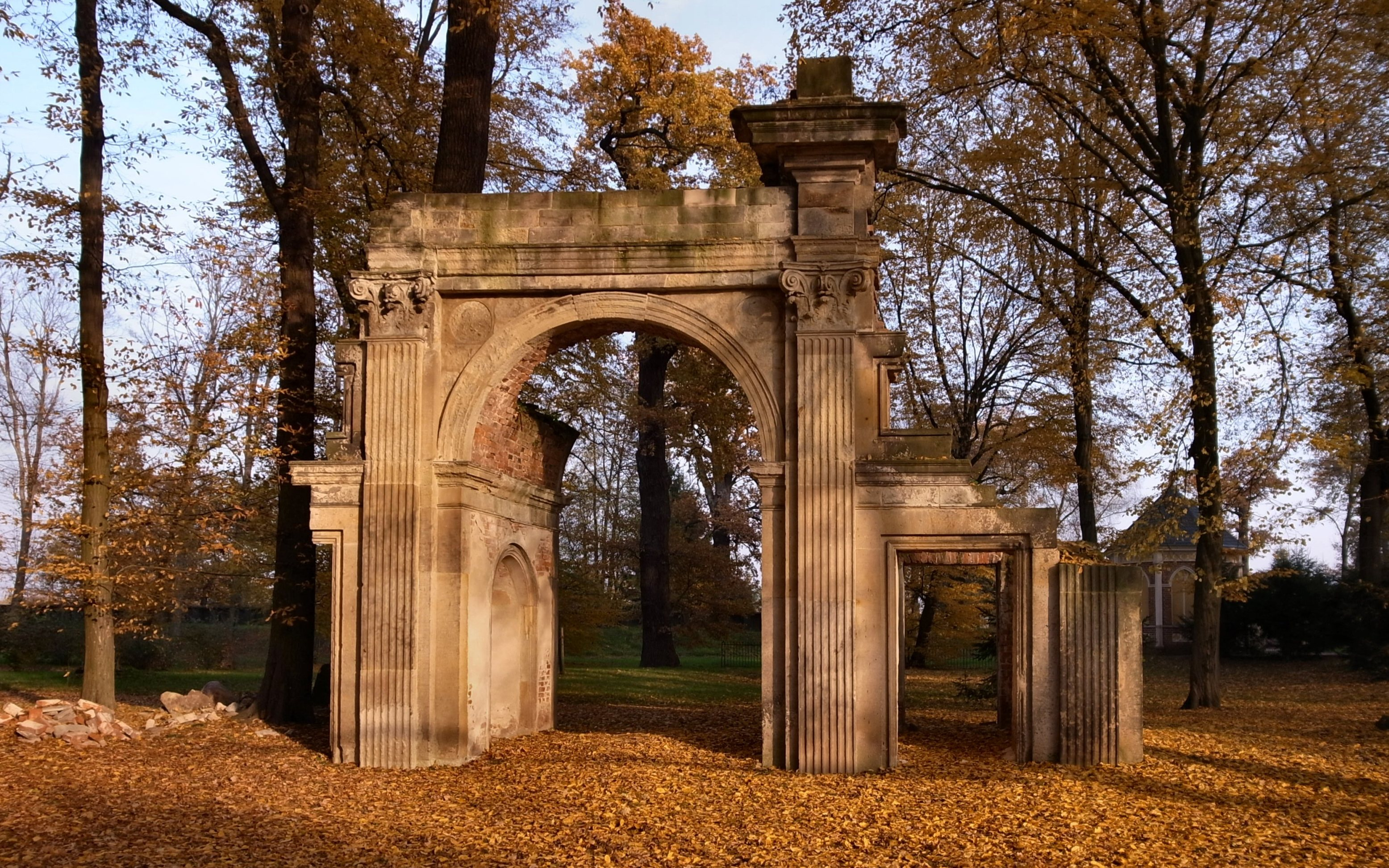
Park van slot Luisium